# Uma Nova Canção
Uma Nova Canção é o sexto álbum de estúdio do Grupo Logos, lançado em 1988 de forma independente, sob produção musical do vocalista e compositor Paulo Cezar. O projeto contou com dez faixas, no entanto, não teve a mesma popularidade dos anteriores.

## Faixas
1. "Uma Nova Canção"
2. "Teu Perdão"
3. "Vivo Cada Dia"
4. "Agradecer a Deus"
5. "Meu Amparo"
6. "Parece um Sonho"
7. "Sou Feliz"
8. "Senhor, Para Onde Vou"
9. "Ponto de Partida"
10. "Toma a Direção"